# Chiesa di San Giovanni il Guerriero
La chiesa di San Giovanni il Guerriero (in russo Церковь Иоанна Воина?) è una chiesa di Mosca. Costruita durante gli anni del potere dello zar Pietro il Grande, il suo progetto è attribuito all'architetto Ivan Zarudnyj. Si trova presso il quartiere Jakimanka, nel distretto centrale della capitale russa.

## Storia e descrizione
La tradizione afferma lo stretto legame tra quest'edificio e Pietro il Grande. Costui, infatti, dopo aver esaminato i danni derivanti dai frequenti allagamenti della zona di Jakimanka, avrebbe ordinato la demolizione di un tempio risalente al 1625 e la costruzione di una nuova chiesa consacratata al martire Giovanni il Guerriero, allo scopo di commemorare la campagna di Poltava. Secondo la leggenda, l'architetto Ivan Zarudnyj si ispirò ad un disegno dello stesso zar. La chiesa, i cui lavori furono terminati presumibilmente nel 1713, fu consacrata solo nel 1717 dall'esarca Stefan Javorskij.
La struttura, oggi considerata come una delle migliori opere architettoniche moscovite dell'inizio dell'epoca petrina, fu ornata di un recinto costruito tra il 1754 ed il 1758, mentre tra il 1779 ed il 1791 fu arricchita dagli affreschi di Gavriil Domožirov e da un'iconostasi di Vasilij Baženov. Quest'ultima opera d'arte andò perduta nel 1860 e fu sostituita nel 1928 dall'iconostasi della demolita chiesa dei Tre Santi alla Porta Rossa. In seguito alla rivoluzione bolscevica, numerose icone e reliquie provenienti dalle chiese distrutte dalle autorità comuniste trovarono posto in quest'edificio che, durante tutto il periodo sovietico, rimase aperto al culto.
La chiesa combina elementi dello stile barocco moscovita con le influenze barocche ucraine ed europee, prevalenti nell'architettura russa durante il regno di Pietro. L'identificazione dell'architetto non è certa, tuttavia, alcune somiglianze con la Torre Menšikov suggeriscono il nome di Ivan Zarudny. L'edificio principale è un tipico ottagono in stile moscovita, ma con l'innovazione di due ottagoni coassiali, ciascuno sormontato da una semicupola.

## Galleria d'immagini

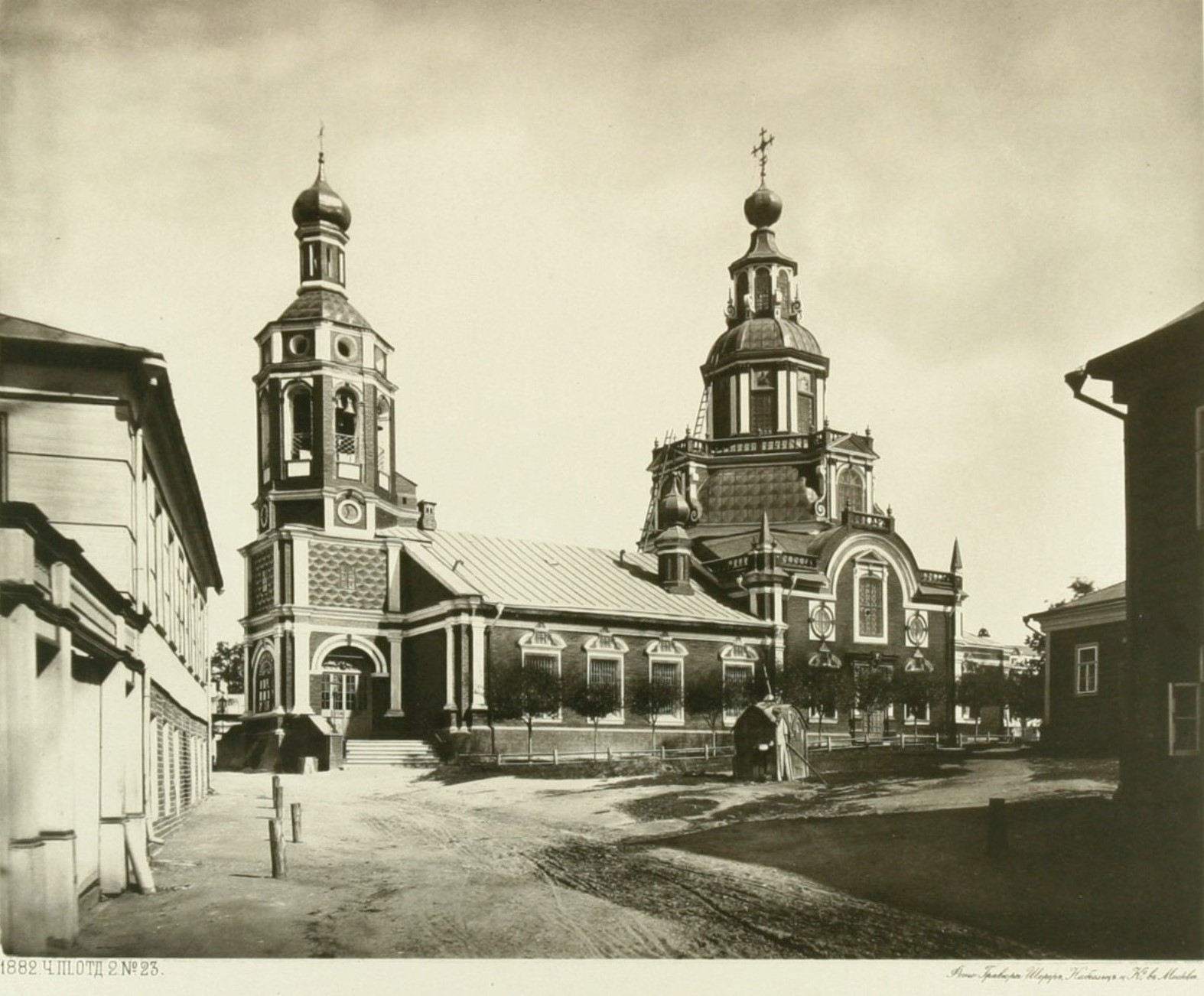
Chiesa di San Giovanni in una foto del 1882

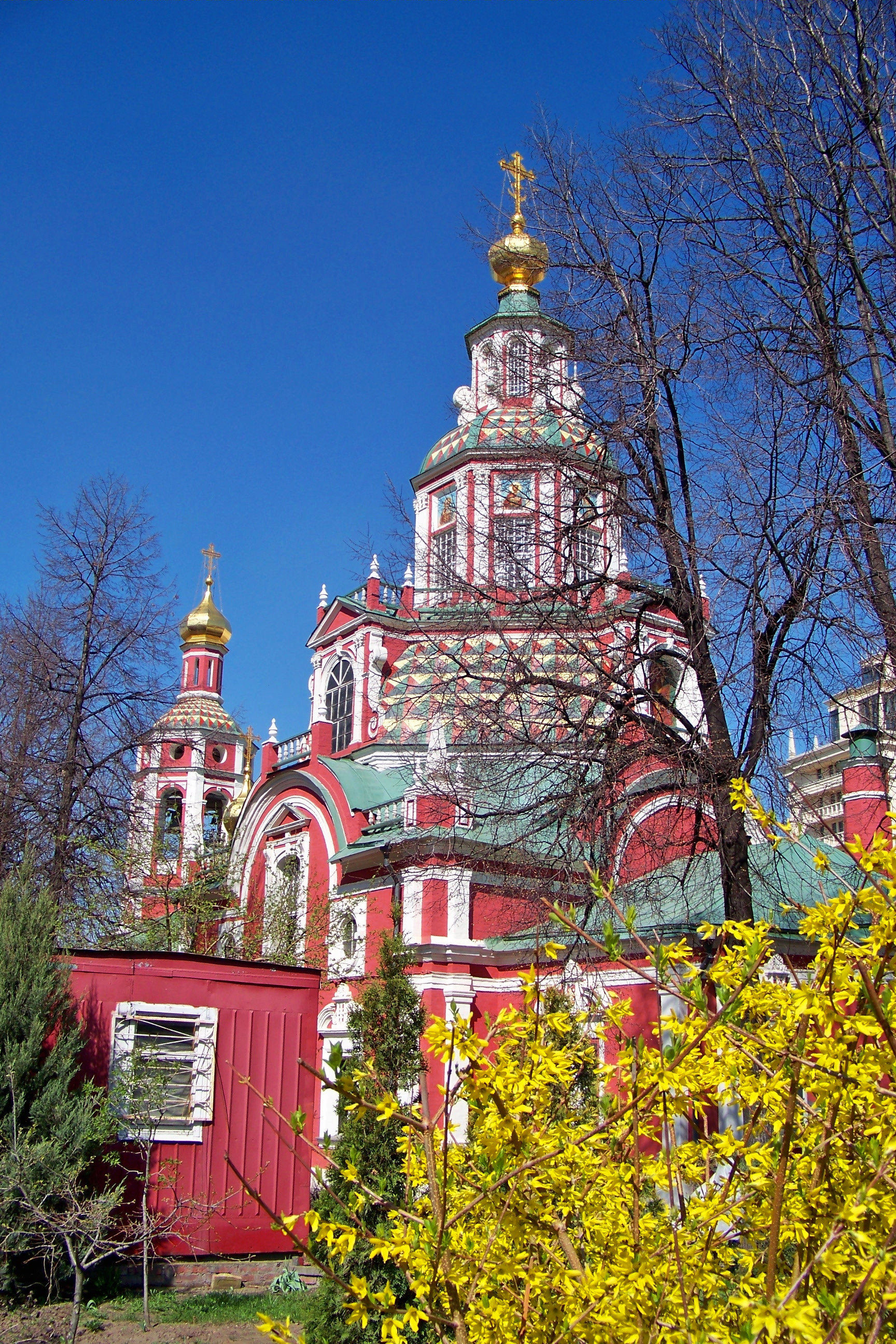
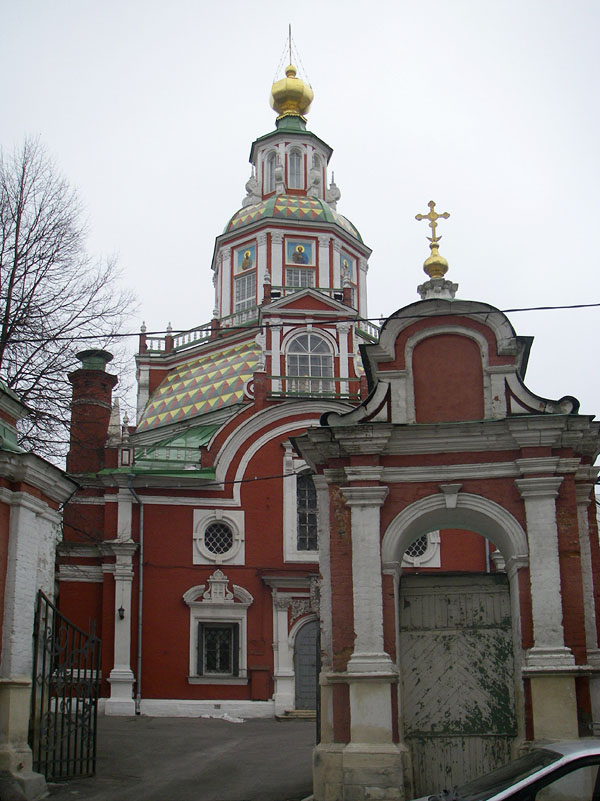
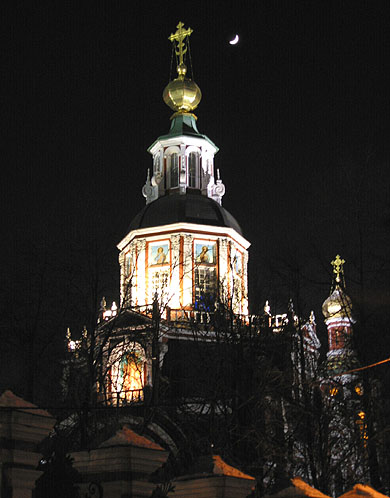